# 私立アキハバラ学園
『私立アキハバラ学園』（しりつあきはばらがくえん）は、2003年8月29日にFrontwingから発売された18禁オタクコミュニケーションアドベンチャーゲーム。同年12月19日には『あきばこ 私立アキハバラ学園ファンディスク』が発売された。
強烈な個性を持った脇役、様々なパロディー、オタク、アキバ、などアダルトゲームユーザー（特にアキバ系と呼ばれる人たち）をニヤリとさせるネタがシナリオのいたるところに盛り込まれている。また、同時期に『アキバでお茶しよっ!』や『アキバ系彼女』など同じく秋葉原（もしくは類似した町）を舞台にした作品が発売されている。

## ストーリー
主人公の冬馬 荘一郎は転校を機にオタクを卒業しようとしていた矢先に妹・ 琴未の妨害を受け、オタクたちが集う『私立アキハバラ学園（通称「アキガク」）』に転入させられてしまう。彼は仲良くなったクラスメイトに誘われ、「2次元美少女研究部」という部活動に行く。

## 登場人物
キャストはドラマCD版。ゲーム版では非公開。
冬馬 荘一郎（とうま そういちろう）
声：神谷浩史
本作の主人公。エロゲーやアニメをこよなく愛するオタク。そろそろオタクから足を洗おうかと思っている。
冬馬 琴未（とうま ことみ）
声：竜ヶ咲アリス
荘一郎の義妹。兄の影響を受けオタクになってしまった。荘一郎のことを茶化したり馬鹿にしたりしているものの、自分以外の女性と話しているのを見るとやきもちを焼いて不機嫌になる。
村井 麻里子（むらい まりこ）
声：木村あやか
登場人物の中で唯一の非オタクであり、オタクを嫌っている。アキガクの学園長と叔父と姪の関係に当たるため、転校させられる。根が素直なため、友人（麻里子はただのクラスメイトだと言い張っている）の言った嘘を信じてしまい痛い目を見ることがある。
神凪 文（かんなぎ あや）
声：まきいづみ
思考が（他の登場人物に比べて）まともなオタク。趣味にお金がかかるらしく、メイド喫茶でアルバイトしている。
綾小路 シンシア（あやのこうじ しんしあ）
声：森永雅弥
アキガクの敷地内に勝手に住んでいる少女。関西弁をしゃべるエルフを自称しており、そのことに深く言及すると、レイピア（のようなもの）で切りつけてきたり矢を射て来たりする。
里中なみ（さとなか なみ）
声：みる
主人公のクラスの担任。容姿や性格、ひいては言動も子供っぽいが、子ども扱いすると怒る。
アキガクメイド隊（のぞみ/かなえ/ジャネット）
声：木村あやか/森永雅弥/まきいづみ
学園長に雇われているメイド。三姉妹という設定になっている。のぞみとかなえがツッコミで、ジャネットがボケ担当。
ヒメ
声：西田こむぎ
主人公のクラスメイト。可愛くてモテていると思っているのだが、そう思っているのは自分だけだということに気づいていない。
ネコミミ
声：広野大地
主人公のクラスメイト。三次元（現実）の女性に幻滅して以降、二次元（アニメやゲーム）のキャラクターに愛情を傾けるようになってしまった。常に猫耳を頭につけている。
ジェット
声：後野祭
主人公のクラスメイトでアメリカ人。日本のアニメを初めて見たときに人生観を変えるほどの衝撃を受け、わざわざ留学してきた。興奮するとすぐ鼻息を荒くする。
学園長
声：佐倉徹
私立アキハバラ学園の学園長。以前ヒットさせたエロゲーの利益を基に学園を作った。

## スタッフ
- 原画：しんたろー
- シナリオ：桑島由一、ヤマグチノボル
- 音楽：景家淳、平綾
  - オープニング『アキバで抱きしめて 〜HOLD ON ME @ AKIHABARA〜』
    - 作詞：桑島由一
    - 作曲：Bun Yoshida & Yoshito Hata(DOORS)
    - 編曲：BLASTERHEAD
    - 歌：大野まりな

  - エンディング『LINK』
    - 作詞：桑島由一
    - 作曲・編曲：景家淳
    - 歌；橋本みゆき

## あきばこ 私立アキハバラ学園ファンディスク
『あきばこ 私立アキハバラ学園ファンディスク』（あきばこ しりつあきはばらがくえん ふぁんでぃすく）は、2003年12月19日に発売された『私立アキハバラ学園』のファンディスクである。
内容は以下の通り。
- 各キャラクターのエンディング後を綴ったミニシナリオ
- 11話構成のCDドラマ
- ユーザーから送られてきたイラストの紹介
- これまでにフロントウイングが発売してきたゲームのムービー

## WEBラジオ
『私立アキハバラ学園』発売に合わせて、フロントウイングホームページ上で「アキガクラジオ」が公開されていた。全12回。
内容は、アキガク放送部部長のフロンがメインパーソナリティを務め、飛び入りのショウコと共にゲストを迎えつつ作品の紹介をしている。
2007年1月現在再放送が行われている。

## 関連商品
- 私立アキハバラ学園 ビジュアルファンブック
  - 2003年10月31日、エンターブレイン刊、ISBN 4-7577-1651-6
- 私立アキハバラ学園 オリジナルサウンドトラック
  - 2003年9月26日発売、ランティス、LACA-5209
- 私立アキハバラ学園 Original Drama [おんなのこのヒミツ]
  - 2003年11月6日、ランティス、LACA-5225